# أندرو إس. درابر
أندرو إس. درابر (بالإنجليزية: Andrew S. Draper)‏ هو سياسي أمريكي، ولد في 21 يونيو 1848 في الولايات المتحدة، وتوفي في 27 أبريل 1913 في نفس البلد بسبب التهاب الكلى. انتخب عضو جمعية ولاية نيويورك.